# Selachochthonius serratidentatus
Espèce
Synonymes
- Chthonius serratidentatus Ellingsen, 1912

Selachochthonius serratidentatus est une espèce de pseudoscorpions de la famille des Pseudotyrannochthoniidae.

## Distribution
Cette espèce se rencontre en Afrique du Sud et au Lesotho.

## Description
La femelle holotype mesure 2,06 mm.

## Publication originale
- Ellingsen, 1912 : The pseudoscorpions of South Africa, based on the collections of the South African Museum, Cape Town. Annals of the South African Museum, vol. 10, p. 75-128 (texte intégral).